# Atila Kelemen
Atila Kelemen (ur. 7 maja 1919 w Târgu Mureș, zm. 24 czerwca 1994 tamże) – rumuński piłkarz wodny. Reprezentant kraju na igrzyskach olimpijskich w 1952 w Helsinkach. Na igrzyskach olimpijskich zagrał w obu meczach i zdobył jedną bramkę w meczu z Zachodnimi Niemcami.